# 329 Свея
329 Свея (329 Svea) — астероїд головного поясу, відкритий 21 березня 1892 року Максом Вольфом.